# Gino Paolini
Gino Paolini (Viareggio, 27 novembre 1971) è un ex ciclista su strada italiano, professionista nel 1998 con l'Amore & Vita dopo i successi da dilettante nel biennio 1996-1997.

## Palmarès
- 1996 (Dilettanti)

Circuito Guazzorese
Giro del Valdarno
- 1997 (Dilettanti)

Giro del Valdarno
Coppa Ciuffenna
Trofeo Comune di Lamporecchio
Circuito Molinese
- 1998 (Amore & Vita, due vittorie)

2ª tappa Vuelta al Táchira
1ª tappa Volta ao Alentejo